# 约瑟夫·施蒂格勒
约瑟夫·施蒂格勒（德語：Josef Stiegler，1937年4月20日—），奥地利男子高山滑雪运动员。他曾代表奥地利参加1960年和1964年冬季奥林匹克运动会高山滑雪比赛，获得一枚金牌、一枚银牌和一枚铜牌。

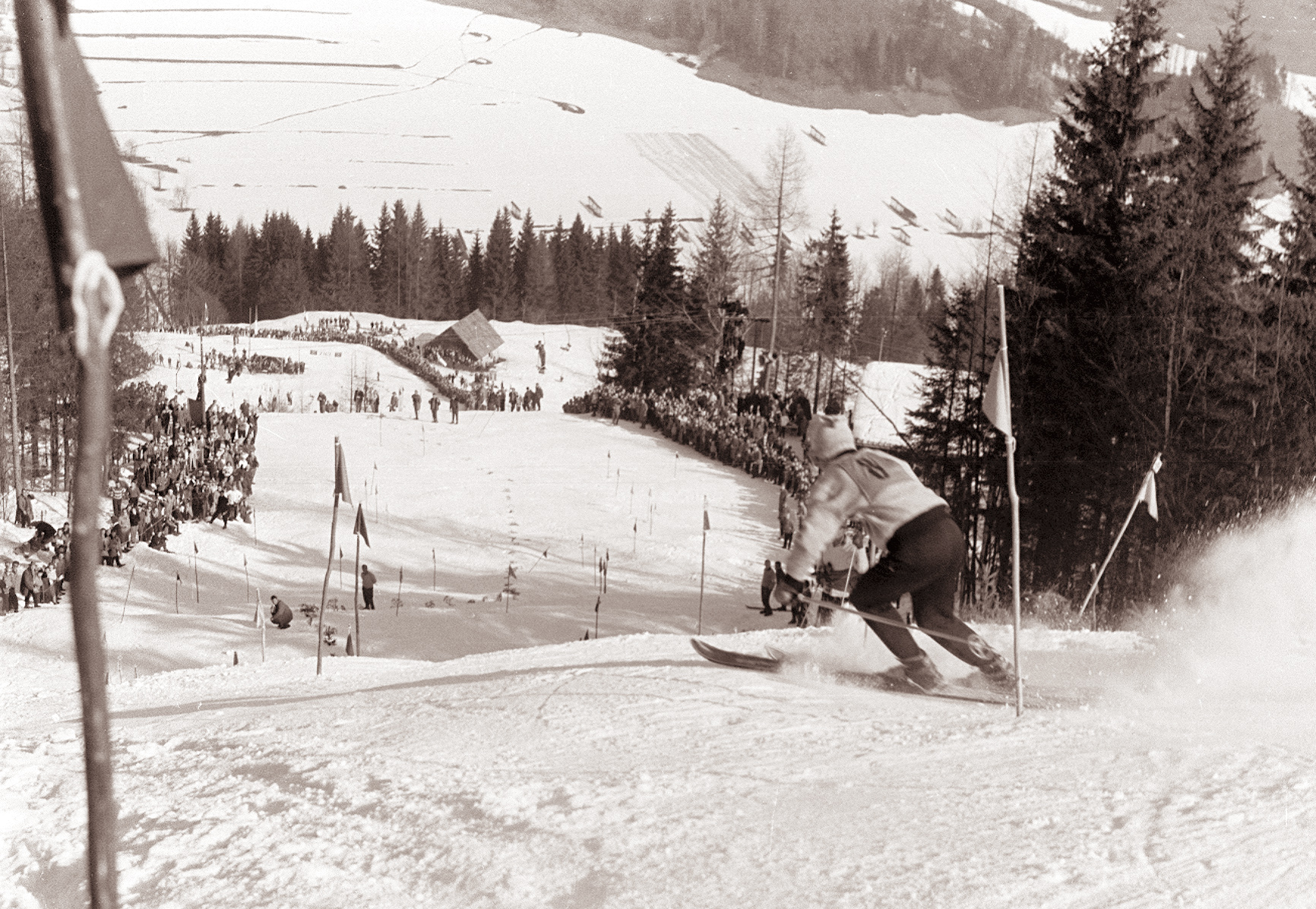
约瑟夫·施蒂格勒